# Harry W. Hilborn
Harry W. Hilborn (1900 - 1978), hispanista canadiense.
Jefe del departamento español de la Universidad de Queen en Kingston, Ontario. Se distinguió como estudioso del teatro de Pedro Calderón de la Barca, al que dedicó gran número de trabajos, entre los cuales destaca especialmente The Chronology of the Plays of Don Pedro Calderón de la Barca.

## Trayectoria
Estudió en el Galt Collegiate Institute y en la Universidad de Toronto, donde obtuvo una licenciatura en Humanidades (B.A.).  (con honores) en Lenguas Modernas (1923), M.A. (1925, y el primer Doctorado en Lengua y Literatura Españolas otorgado por esa Universidad (1935).
Allí recibió su formación en los métodos de historia literaria e investigación con el profesor Milton A. Buchanan de Toronto y posteriormente abrió nuevos caminos en la investigación sobre las obras dramáticas de Calderón de la Barca.
Harry comenzó su carrera docente en la Universidad de Toronto en 1923, luego se unió al profesorado de la Universidad de Acadia como Profesor Asociado de Lenguas Románicas. De 1927 a 1950 tuvo una distinguida carrera en Acadia, convirtiéndose en Profesor en 1941 y Jefe del Departamento de Lenguas Románicas en 1949. En 1950 fue nombrado profesor de español e italiano y Jefe del Departamento de la Universidad de Queen, cargo en el que se desempeñó con distinción hasta su jubilación en 1966. Continuó contribuyendo al trabajo del Departamento después de su jubilación enseñando durante cuatro años más.  Años y se convirtió en Profesor Emérito en 1970. En 1961 fue distinguido por la Universidad de Acadia, que le otorgó el título de Doctor en Letras Honoris Causa. El Dr. Hilborn fue autor de dos libros, Cronología de las obras de D. Pedro Calerón de la Barca (1938) y Ensayo Mexicano Moderno (1965), una traducción anotada del español, y colaboró en un tercer volumen, Estudios de Calderón de la Barca 1951-69 (1971). Fue autor de una docena de artículos sobre España, el teatro del Siglo de Oro español y el estudio y la enseñanza del español. El Dr. Hilborn fue miembro activo de diversas asociaciones profesionales y ocupó cargos en varias de ellas, incluyendo la presidencia del Grupo de Comediantes de la Asociación de Lenguas Modernas de América, la presidencia de la Subsección de Español de la Asociación de Profesores de Lenguas Modernas de Ontario y, posteriormente, la vicepresidencia y presidencia de la Asociación. El profesor Hilborn impartió clases durante 47 años consecutivos durante su carrera en Toronto, Wolfville, Kingston y Bermudas.